# Siamspinops
Genre
Synonymes
- Pakawops Crews & Harvey, 2011

Siamspinops est un genre d'araignées aranéomorphes de la famille des Selenopidae.

## Distribution
Les espèces de ce genre se rencontrent en Thaïlande, en Malaisie, à Taïwan, en Chine et en Inde.

## Liste des espèces
Selon World Spider Catalog (version 25.5, 27/12/2024) :
- Siamspinops aculeatus (Simon, 1901)
- Siamspinops allospinosus Dankittipakul & Corronca, 2009
- Siamspinops banna Lin & Li, 2022
- Siamspinops formosensis (Kayashima, 1943)
- Siamspinops garoensis Kadam, Tripathi & Sankaran, 2022
- Siamspinops liangyuqi Lin & Li, 2024
- Siamspinops spinescens Dankittipakul & Corronca, 2009
- Siamspinops spinosissimus Dankittipakul & Corronca, 2009
- Siamspinops spinosus Dankittipakul & Corronca, 2009
- Siamspinops yejiei Wang, Gan & Mi, 2023

## Systématique et taxinomie
Ce genre a été décrit par Dankittipakul et Corronca en 2009 dans les Selenopidae.
Pakawops a été placé en synonymie par Yu, Lo, Huang, Hsiao et Ding en 2019.

## Publication originale
- Dankittipakul & Corronca, 2009 : « Siamspinops, a new selenopid genus from southeast Asia (Arachnida, Araneae). » Organisms, Diversity & Evolution, vol. 9, p. 69e1-69e12.